# Az algebra alaptétele
Az algebra alaptétele az (egyváltozós) komplex együtthatós polinomok legfontosabb tulajdonságát mondja ki: van gyökük, sőt egy n-edfokú polinomnak multiplicitással számolva pontosan n gyöke van. Ezzel egyenértékű az a régies megfogalmazás, hogy minden (valós) polinom felírható első és másodfokú tényezők szorzataként. A tétel első teljes bizonyítása 1806-ból származik.

## A tétel állítása
A komplex polinomok tanulmányozása szempontjából elengedhetetlen tétel azt mondja ki, hogy minden komplex együtthatós, legalább elsőfokú, tehát
alakú polinomnak (ahol {\displaystyle a_{n}\neq 0}) van gyöke, azaz olyan c komplex szám, amire p(c)=0.
Úgy is fogalmazhatunk, hogy a {\displaystyle \mathbb {C} } feletti egyváltozós polinomok {\displaystyle {\mathbb {C} }[x]} gyűrűjében az irreducibilis elemek pontosan az elsőfokú polinomok. További ekvivalens megfogalmazás: a komplex számtest algebrailag zárt.
A tétel érdekessége, hogy legtöbb bizonyítása az analízis vagy a topológia módszereit használja.
Ha c gyöke a p(x) polinomnak, akkor p(x)=(x-c)q(x) alakban írható, ahol q(x) eggyel alacsonyabb fokú (azonos főegyütthatóval rendelkező) polinom. Az eljárást folytatva azt kapjuk, hogy
alakba írható, ahol c1,…,cn a polinom gyökei. Ez, az azonos gyökökhöz tartozó tényezőket összevonva
alakban írható, ahol tehát m1,…,mk a különböző d1,…,dk gyökök multiplicitása. Könnyen látható, hogy ez a felbontás egyértelmű.
A tétel kimondható abban az ekvivalens formában is, hogy minden valós együtthatós polinom felbontható első- és másodfokú tényezők szorzatára. Valóban, ha az {\displaystyle \alpha } valódi komplex szám gyöke a valós együtthatós p(x) polinomnak, akkor {\displaystyle {\overline {\alpha }}} is, ekkor viszont a valós együtthatós
polinom tényezője p(x)-nek, leosztva indukcióval felbonthatjuk p(x)-et a kívánt formájú tényezőkre.

## Bizonyítása
Tegyük fel, hogy a komplex együtthatós p(x)=anxn+…+a0 polinomnak nincs gyöke.

### Első lépés
Először belátjuk, hogy |p(x)|-nek van lokális minimuma. Osztással feltehetjük, hogy an=1 (az osztás megváltoztatja az esetleges minimum értékét, de nem változtatja sem helyét, sem a hely létezésének tényét).
Legyen R=2(1+|an-1|+…+|a0|). Jelöljük K-val az origó körüli R sugarú körlapot, azaz az összes olyan x komplex számot, amire |x|≤R. A |p(x)| függvény felveszi K-n minimális értékét, hiszen K korlátos, zárt halmaz. Belátjuk, hogy ez K egy belső pontjában történik meg és így ez a pont egy környezetében minimális érték.
Minden, a körvonalon levő x pontra |x|=R, ezért
Mivel R>1, ez legalább
Mivel |p(0)|=|a0|, legalább egy belső helyen |p(x)| kisebb értéket vesz fel, mint a határon bárhol, tehát a minimumhely nem lehet a határon.

### Második lépés
Ezután abból a feltevésből, hogy |p(x)|-nek van nem nulla lokális minimuma, ellentmondásra jutunk. Eltolással feltehetjük, hogy 0 a lokális minimumhely. Továbbá osztással azt is feltehetjük, hogy a polinom konstans tagja 1. Az osztás nem változtatja 0 lokális minimum jellegét, csak a minimum értékét. Ekkor tehát |p(x)|≥1 teljesül 0 egy környezetében. Írjuk a polinomot 1+A+B alakba,
ahol r az első index, amire {\displaystyle a_{r}\neq 0}.
Válasszuk meg a 0<h<1 értéket olyan kicsire, hogy egyrészt legyen
másrészt h-ra már teljesüljön, hogy |x|=h esetén |p(x)|≥1. Ezután legyen x abszolút értéke h, szöge pedig {\displaystyle (\pi -\alpha )/r}, ahol ar szöge α. Ekkor arxr szöge {\displaystyle \pi }, azaz
Az első két tag összege
A többi tag összegének abszolút értéke feltevéseink szerint legfeljebb
ami kisebb, mint |ar|hr, ezért p(x) abszolút értéke kisebb, mint
ellentmondás.

## Komplex függvénytani bizonyítások
- Liouville tétele szerint, ha egy függvény az egész komplex síkon analitikus és korlátos, akkor állandó. Ebből következik az algebra alaptétele, hiszen, ha {\displaystyle f(x)} egy legalább elsőfokú polinom, aminek nincs komplex gyöke, akkor {\displaystyle 1/f(x)} az egész síkon analitikus. Továbbá korlátos az első bizonyításban második lépése miatt. De konstans nem lehet, hiszen akkor {\displaystyle f(x)} is konstans lenne.

- Rouché tétele szerint, ha az {\displaystyle f(x)} és {\displaystyle g(x)} függvények a G egyszeresen zárt görbén és annak belsejében analitikusak és a G görbén mindenütt teljesül {\displaystyle |g(x)|<|f(x)|}, akkor {\displaystyle f(x)+g(x)}-nek G belsejében ugyanannyi gyöke van (multiplicitással számolva), mint {\displaystyle f(x)}-nek. Ha {\displaystyle F(x)=x^{n}+a_{n-1}x^{n-1}+\cdots +a_{0}} polinom, akkor ezt {\displaystyle f(x)=x^{n}}-re és {\displaystyle g(x)=a_{n-1}x^{n-1}+\cdots +a_{0}}-ra elég nagy körön alkalmazva adódik, hogy {\displaystyle F(x)}-nek n gyöke van.

- A reziduumtétel szerint, egy analitikus f függvény gyökeinek száma egy G egyszerű zárt görbe által határolt területen megkapható f logaritmikus deriváltjának integráljából:{\displaystyle {\frac {1}{2\pi i}}\int _{G}{\frac {f'(z)}{f(z)}}dz}ahol az integrálás pozitív körüljárással történik. Ha itt {\displaystyle f(z)=z^{n}+\cdots } polinom, akkor elég nagy kör esetén a {\displaystyle z^{n}} főtag adja az integrál nagy részét, ennek az integrálja viszont n.

## Topológiai bizonyítás
A topológiában szintén létezik a körülfordulási szám. A körvonal egy felosztását jónak mondjuk egy vektormezőhöz, ha az két osztópont között csak hegyesszöggel fordulhat el. Ekkor a vektormező szomszédos osztópontok közötti elfordulásait összegezve és 2π-vel osztva a körülfordulási számot kapjuk. Ezzel belátható egy Rouché tételére emlékeztető tétel, miszerint, ha a v és a w vektormező egymáshoz képest mindig hegyesszöget zár be egy mindkettőhöz jó felosztás szomszédos osztópontjaiban, akkor a körülfordulási számuk meg fog egyezni. Innen az algebra alaptétele a Rouché tételét használó bizonyításhoz hasonló gondolatmenettel látható be. Vesszük a p(z) és a zn által meghatározott vektormezőket a komplex sík egy elég nagy sugarú körén. zn körülfordulási száma pozitív n esetén nem nulla, ezért p(z) körülfordulási száma sem lehet nulla, mivel az éppen megegyezik n-nel.

## Algebrai bizonyítás
Ez a bizonyítás kevés analízist és sok algebrát használ.
Azt igazoljuk, és ez elég, hogy, ha a {\displaystyle p(x)=x^{n}+a_{n-1}x^{n-1}+\cdots } polinom minden együtthatója valós, akkor a polinomnak van gyöke a komplex számok körében. Írjuk fel n-et {\displaystyle n=2^{r}k} alakban, ahol k páratlan. Az állítást r-re vonatkozó indukcióval igazoljuk. Ha r=0, tehát n páratlan, akkor {\displaystyle p(x)}-nek Bolzano tétele szerint van valós gyöke (ez a kevés analízis).
Tegyük fel, hogy {\displaystyle r>0}. A komplex számtestnek van olyan bővítése, amiben {\displaystyle p(x)}-nek n gyöke van: {\displaystyle u_{1},\dots ,u_{n}} (ez a sok algebra).
Minden {\displaystyle 0\leq t\leq {{n} \choose {2}}} természetes számra készítsük el a
polinomot. Ennek fokszáma {\displaystyle 2^{r-1}k(n-1)}, amiben pedig 2 kitevője eggyel kisebb, hiszen k és n-1 is páratlanok. Továbbá {\displaystyle q_{t}(x)} együtthatói {\displaystyle u_{1},\dots ,u_{n}} egész együtthatós szimmetrikus polinomjai, tehát a szimmetrikus polinomok alaptétele értelmében {\displaystyle u_{1},\dots ,u_{n}} elemi szimmetrikus polinomjainak, tehát az {\displaystyle a_{1},\dots ,a_{n}}-eknek egész együtthatós polinomjai (ez is egy kis algebra). Ezért {\displaystyle q_{t}(x)} együtthatói valósok, így, az indukció miatt, van komplex gyöke. Azt kaptuk tehát, hogy minden t-re van {\displaystyle i<j}, hogy {\displaystyle u_{i}+u_{j}+tu_{i}u_{j}} komplex. Mivel ilyen (i,j) pár csak {\displaystyle {n} \choose {2}} van, van két t, mondjuk {\displaystyle t} és {\displaystyle t'}, amire ugyanazt az (i,j) értéket kapjuk. Azaz, {\displaystyle u_{i}+u_{j}+tu_{i}u_{j}} és {\displaystyle u_{i}+u_{j}+t'u_{i}u_{j}} is komplex. De ekkor {\displaystyle a=u_{i}+u_{j}} és {\displaystyle b=u_{i}u_{j}} is komplex, ekkor viszont {\displaystyle u_{i}}, az {\displaystyle x^{2}-ax+b} egyenlet gyöke is komplex.

## Története
A korai megfogalmazásokban az algebra alaptételét legtöbbször abban az ekvivalens formában mondták ki, hogy minden (valós) polinom első és másodfokú tényezők szorzata. Nicolaus Bernoulli azt állította, hogy a
polinom nem bomlik így fel.
Euler 1742-ben viszont sikeresen felbontotta e polinomot:
és
szorzatára.
1746-ban d'Alembert publikált bizonyítást az algebra alaptételére. Azt próbálta belátni, hogy ha a {\displaystyle p(x)} polinomra {\displaystyle |p(a)|\neq 0} teljesül egy a komplex számra, akkor van olyan b komplex szám, hogy {\displaystyle |p(b)|<|p(a)|}. Ezt úgy próbálta igazolni, hogy p(x) inverzét p(a) körül x törtkitevős hatványaiból álló sorral kifejezte, aminek lehetőségét már Newton állította, de igazolnia csak Puiseux-nak sikerült, 1850-ben. Így d'Alembert bizonyítása nem volt teljes.
Euler 1749-ben Recherches sur les racines imaginaires des équations című dolgozatában szintén megpróbálkozott a tétel igazolásával. Először igazolta, hogy minden valós negyedfokú polinom két másodfokú szorzata. Ezután azt próbálta, sikertelenül, igazolni, hogy minden {\displaystyle n\geq 2}-re minden {\displaystyle 2^{n}}-fokú polinom szétesik két {\displaystyle 2^{n-1}}-fokú polinom szorzatára.
További sikertelen kísérletet tettek a tétel igazolására de Foncenex (1759), Lagrange (1772) és Laplace (1795).
Az algebra alaptételét kifogástalanul először, 1806-ban, Argand bizonyította.